# Landsstævne
Landsstævne er et tilbagevendende idrætsstævne afholdt af Danske Gymnastik- og Idrætsforeninger (DGI) og De Danske Skytteforeninger (DDS) hvert fjerde år. Det seneste landsstævne blev afholdt i Svendborg i 2022, og næste landsstævne afholdes i Vejle i 2025.
Landsstævnet er i dag en folkefest for det idrætslige foreningsliv. Flere tusinde mennesker samles for at dyrke idræt, se gymnastik og more sig.
Det første landsstævne blev afholdt 1862, og var kun for skytter. Aktiviteterne har siden spredt sig til også at omfatte gymnastik, fodbold, håndbold, badminton, agility, petanque, beachvolley og meget mere.

## Landsstævner
- 1862: København – 103 deltagere
- 1862: København – ca. 200 deltagere
- 1865: København – ca. 200 deltagere
- 1869: Horsens – ca. 2.200 deltagere
- 1881: Nyborg – ca. 4.100 deltagere
- 1894: Odense – ca. 3.700 deltagere
- 1901: København – ca. 2.900 deltagere
- 1908: Silkeborg – ca. 4.500 deltagere
- 1921: Fredericia – ca. 4.700 deltagere
- 1928: Dybbøl – ca. 8.000 deltagere
- 1935: Ollerup – ca. 13.000 deltagere
- 1947: Odense – ca. 15.000 deltagere
- 1954: Odense – ca. 13.000 deltagere
- 1961: Vejle – ca. 13.000 deltagere
- 1966: Aarhus – ca. 13.000 deltagere
- 1971: Holstebro – ca. 15.000 deltagere
- 1976: Esbjerg – ca. 23.000 deltagere
- 1981: Slagelse – ca. 18.000 deltagere
- 1985: Odense – ca. 28.000 deltagere
- 1990: Horsens – ca. 23.000 deltagere
- 1994: Svendborg – ca. 41.500 deltagere
- 1998: Silkeborg – ca. 45.000 deltagere
- 2002: Bornholm – ca. 15.500 deltagere
- 2006: Haderslev – ca. 26.000 deltagere
- 2009: Holbæk – ca. 21.000 deltagere
- 2013: Esbjerg – ca. 26.000 deltagere
- 2017: Aalborg - ca 22.000 deltagere
- 2022: Svendborg[2]